# Браз, Лоалва
Лоа́лва Браз (порт. Loalwa Braz Vieira; 3 июня 1953[…], Jacarepaguá — 19 января 2017[…], Сакуарема, Рио-де-Жанейро) — бразильская певица, солистка группы «Kaoma», исполнительница всемирно популярного хита «Lambada».

## Биография
Родилась в семье музыкантов: её отец был дирижёром, мать — классической пианисткой. Научилась играть на фортепиано в четыре года, а петь начала в 13 лет. Начинала свою карьеру с выступлений в ночных клубах Рио-де-Жанейро. Её талант был высоко оценен знаменитыми бразильскими исполнителями, среди которых были Жил Жилберту и Каэтану Велозу, пригласившие начинающую певицу участвовать в совместных записях.
В 1985 году переехала в Париж: поводом для переезда послужил успех её шоу Brésil en Fête в парижском Palais des Sports. В 1989 году вошла в состав французской группы Kaoma, состоявшей из латиноамериканских исполнителей. В том же году записала для альбома «Worldbeat» хит «Lambada», который принёс ей всемирную популярность. Всего на её счету более 80 золотых и платиновых дисков. В составе Kaoma она записала три студийных альбома и ещё три пластинки — соло.
В 2004 году выпустила первый сольный альбом «Recomeçar». В том же году побывала в России. С 2010 года по 2012 год проживала в Женеве (Швейцария). В 2012 вернулась в Бразилию, где занималась гостиничным бизнесом.
Помимо родного португальского, владела также испанским, французским и английским языками.

### Гибель
Отношения с мужем-французом (от которого у неё было двое сыновей, и ещё один сын от прежних отношений) не сложились, и она вернулась в Бразилию, где управляла собственной гостиницей на побережье, тогда как муж остался во Франции. Утром 19 января 2017 года трое преступников ворвались в гостиницу Браз, ударили её палкой и, угрожая ножом, ограбили. Затем усадили в машину и увезли. Когда у автомобиля возникли неполадки с двигателем, преступники сожгли его вместе с Браз. Её тело было обнаружено в сгоревшем автомобиле в тот же день в прибрежной зоне штата Рио-де-Жанейро. Уже к вечеру 19 января все трое преступников были пойманы, и одним из них оказался сотрудник её гостиницы. 8 января 2018 года он был приговорен к 37 годам тюремного заключения, а его сообщники получили 28 и 22 года соответственно.
Певица была похоронена в Эспириту-Санту 16 марта 2017 года.

## Дискография

### Альбомы
Альбомы группы Kaoma
- Worldbeat, 1989
- Tribal-Pursuit, 1991
- A La Media Noche, 1998

Сольные альбомы Лоалвы Браз
- Brazil, 1989
- Recomeçar, 2003
- Ensolarado, 2011